# Marko Valok
Marko Valok (Surčin, 5 marzo 1927 – Belgrado, 29 settembre 2024) è stato un calciatore e allenatore di calcio jugoslavo, di ruolo attaccante.

## Palmarès

### Giocatore

#### Club
- Campionato jugoslavo: 1

Partizan: 1948-1949
- Coppa di Jugoslavia: 3

Partizan: 1952, 1954, 1956-1957

#### Individuale
- Capocannoniere della Prva Liga: 1

1950 (17 gol)

### Allenatore
- Campionato jugoslavo: 1

Partizan: 1964-1965